# クニトシロウ
クニ トシロウ（1941年-）は、日本のアニメ監督。本名、白石 邦俊。主にシンエイ動画作品の総監督を務める。

## 概要
東京都出身。神奈川県立横須賀高等学校、早稲田大学法学部卒業。東映動画に入社しアニメーターをつとめた後、永沢まことらとともに「オフィス・ユニ」に参加。漫画家・アニメーション監督として活動を開始する。
漫画家の藤子不二雄Aと交遊があり、そのつながりで藤子不二雄Aの作品をよく監督として担当した。

## 主な作品

### 総監督作品
- 1989年『笑ゥせぇるすまん』
- 1990年『藤子不二雄Aの夢魔子』
- 1992年『さすらいくん』

### その他の演出作品
- 1966年『おそ松くん』（第1作）
- 1967年『かみなり坊やピッカリ・ビー』
- 1980年『まんがことわざ事典』
- 1980年『おじゃまんが山田くん』
- 1981年『忍者ハットリくん』
- 1983年『パーマン』
- 1984年『オヨネコぶーにゃん』『ロリータアニメ』
- 1985年『オバケのQ太郎』
- 1988年『艶笑日本昔ばなし』
- 1989年『つるピカハゲ丸くん』